# Acanthacaris caeca
La llagosta de l'Atlàntic (Acanthacaris caeca) és una espècie de crustaci decàpode de la família Nephropidae habitual en les aigües temperades de l'Atlàntic occidental.

## Descripció
És una llagosta marina de grandària considerable, amb una longitud total màxima de 40 cm (longitud de la closca de 2 a 17 cm). El cos és cilíndric, completament cobert amb petites espines fortes. Els ulls molt petits i manquen de pigment. Les antenes són llargues i amb forma de fuet. El cefalotòrax alberga en la seva part inferior cinc parells de potes, els tres parells anteriors acaben en pinces sent el primer parell més grans amb funció defensiva i ofensiva; el segon parell és més llarg que el tercer. Posseeix una poderosa cua ben desenvolupada que acaba en forma de ventall.

## Distribució geogràfica
Golf de Mèxic, Mar Carib, estret de la Florida.

## Hàbitat i biologia
És una espècie d'aigües profundes que viu entre els 293 a 878 m de profunditat (en la seva majoria entre 550 i 825 m). Viu en caus construïts en fons de fang tou.